# Karabin maszynowy Maxim M/32-33
Maxim M/32-33 – fiński ciężki karabin maszynowy.

## Historia
Po odzyskaniu w 1918 roku niepodległości uzbrojenie armii fińskiej oparto na broni przejętej z arsenałów stacjonujących na terenie Finlandii jednostek armii rosyjskiej. Wśród przyjętych do uzbrojenia typów broni znalazł się ckm Maxim wz. 1910, który pod oznaczeniem M/09-09 stał się podstawowym ckm-em armii fińskiej. W latach 20. rozpoczęto prace nad modyfikacją tego ckm-u mającą na celu lepsze przystosowanie go do warunków fińskich. Efektem tych prac był ckm Maxim M/09-21. Był on wyposażony w nową trójnożną podstawę i celownik. W latach 1924–1933 powstało ponad 1000 tych karabinów maszynowych.
Po rozpoczęciu produkcji M/09-21 kontynuowano prace nad dalszą modernizacją ckm-u Maxima. W 1931 roku Aimo Lahti przystosował go do zasilania przy pomocy metalowej taśmy półsztywnej. Nowa taśma składała się z taśm sztywnych o pojemności 10 naboi, które łączono nabojami. Dzięki zastosowaniu taśmy metalowej oraz dodaniu odrzutnika udało się zwiększyć szybkostrzelność do 850 strz./min. Jednocześnie ckm wyposażono w podstawę celownika optycznego, a kształt chwytu tylców dostosowano do strzelania w grubych rękawicach. Powiększono także otwór służący do napełniania chłodnicy dzięki czemu możliwe było napełnianie jej śniegiem.
Jednocześnie z modernizacją karabinu właściwego opracowywano nową podstawę. Podobnie jak podstawa ckm-u M/09-21 miała to być podstawa trójnożna, ale poza prowadzeniem ognia do celów naziemnych miała umożliwić strzelania przeciwlotnicze.
W latach 1933–1935 w wojskowych zakładach zmodernizowano kilkaset karabinów maszynowych Maxim M/09-09 do nowego standardu. Otrzymały one oznaczenie M/09-32. Po zakończeniu modernizacji starych M/09 rozpoczęto w 1936 roku produkcję nowych ckm-ów, które otrzymały oznaczenie M/32-33.
Łącznie powstało około 1200 ckm-ów M/32-33. Większość z nich została zniszczona w końcowym okresie wojny. W 1951 roku na uzbrojeniu pozostały 563 ckm-y tego typu.